# Міллісент Фосетт
Дама Мі́ллісент Га́рретт Фо́сетт, до шлюбу Гарретт (англ. Dame Millicent Garrett Fawcett; 11 червня 1847, Саффолк, Англія, Велика Британія — 5 серпня 1929, Лондон, Англія, Велика Британія) — англійська суфражистка і феміністка, авторка трьох книг та численних статей. У 1890—1914 роках — президент національної спілки жіночих товариств суфражисток (учасниць руху за надання жінкам виборчих прав). Сприяла відкриттю першого жіночого коледжу в Кембриджі. Підтримувала кампанії, спрямовані на боротьбу з жорстоким поводженням із дітьми шляхом підвищення віку сексуальної згоди, криміналізації інцесту, припинення практики виключення жінок із зали суду під час розгляду справ про сексуальні злочини, викорінення «білої работоргівлі» та запобігання дитячим шлюбам, запровадження регульованої проституції в Індії та відміну закону про інфекційні хвороби, який відображав подвійні сексуальні стандарти.
Фосетт відома також як помічниця та секретарка свого осліплого у віці 25 років чоловіка — Генрі Фосетта (1833—1884) — першого професора економіки в Кембриджі, автора «Підручника політичної економії» (Manual of Political Economy, 1863).

## Життєпис
Народилася 11 червня 1847 в Олдборо у родині Ньюсона Гарретта (1812—1893), підприємця із сусіднього міста Лейтона, і його дружини Луїзи (1813—1903) з Лондона восьмою з десяти дітей.
За словами Рейчел Стрейчі, "Гарретти були щасливою сім'єю близьких один одному людей, де дітей заохочували бути фізично активними, багато читати, висловлювати свою думку і розділяти політичні інтереси свого батька, який перейшов від консерватизму до гладстонівського лібералізму, войовничої людини та пристрасного патріота".
У дитинстві старша сестра Міллісент Елізабет Гаррет Андерсон стала першою британською жінкою-лікаркою і познайомила її з англійською суфражисткою Емілі Девіс. У біографії своєї матері Луїза Гаррет Андерсон цитує Девіс, яка говорила її матері Елізабет і Міллісент: «Зовсім ясно, що потрібно зробити. Я повинна присвятити себе здобуттю вищої освіти, поки ти відкриваєш медичну професію для жінок. Після того, як все це буде зроблено, ми повинні потурбуватися про те, щоб отримати право голосу». Потім вона повернулася до Міллісент і сказала: «Ти молодша за нас, Міллі, так що ти повинна зайнятися цим».
1858 року, у 12 років, Міллісент разом із сестрою Елізабет вирушає до Лондона вчитися в приватній школі-інтернаті в Блекгіті. Їхня сестра Луїза водила її на проповіді Фредеріка Денісона Моріса, соціально обізнаного і менш традиційного священика англіканської церкви, чия думка вплинула на погляди Гаррет на релігію.
1865 року відвідала лекцію Джона Стюарта Мілля, а наступного року, разом з подругою Емілі Девіс і десятьма іншими молодими, переважно самотніми жінками, працювали над створенням Кенсингтонського товариства — дискусійної групи, зосередженої на виборчому праві англійок. Пізніше вони зібрали підписи під петицією з проханням до парламенту надати домогосподаркам виборчі права.

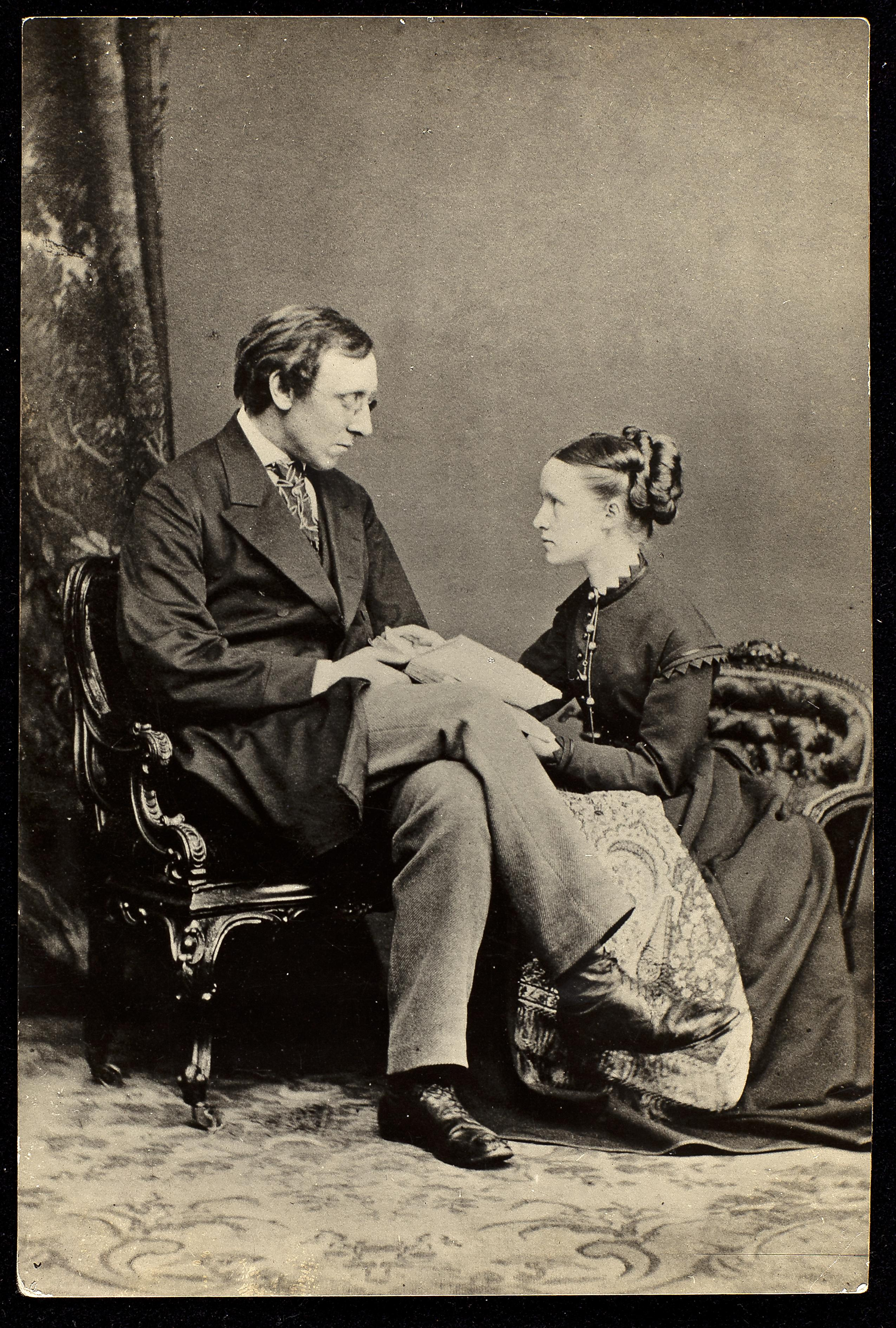
Міллісент Гаррет та Генрі Фосетт

Через Джона Стюарта Мілля Гаррет познайомилася з багатьма іншими активіст(к)ами руху за права жінок, включно з Генрі Фосеттом, ліберальним членом парламенту, який мав намір одружитися з її сестрою Елізабет, до того, як та вирішила зосередитися на своїй медичній кар'єрі. Гаррет і Генрі Фосетт стали близькими друзями і одружилися 23 квітня 1867 року. 1858 року внаслідок нещасного випадку при стрільбі чоловік втратив зір, і Міллісент стала його особистою секретаркою. Їхній шлюб описували як «заснований на досконалій інтелектуальній симпатії», і Фосетт продовжила письменницьку кар'єру, доглядаючи чоловіка. Фосетт господарювала у двох будинках: у Кембриджі та Лондоні. У сім'ї були деякі радикальні переконання, що підтримували пропорційне представництво, індивідуалістичні принципи та принципи вільної торгівлі, а також можливості самореалізації жінок. Свою дитину, Філіппу Фосетт, народжену 1868 року, Фрсетт всіляко заохочувала в прагненні до навчання. 1890 року Філіппа стала першою жінкою, яка отримала вищий бал на іспитах із математики в Кембриджі.
Попри численні інтереси та обов'язки, Міллісент Фосетт разом з Агнес Гаррет виховала чотирьох своїх двоюрідних братів і сестер, які осиротіли в ранньому віці: Емі Гаррет Бедлі, Файделла Едмунда Гарретта, Елсі Гарретт (згодом стала відомою художницею ботанічних ілюстрацій у Півненній Африці) та її близнюка Джона.
Після смерті чоловіка 6 листопада 1884 року тимчасово відійшла від суспільного життя, продала обидва сімейні будинки і переїхала разом з Філіппою в будинок своєї сестри Агнес Гаррет.
1868 року Міллісент Фосетт приєдналася до лондонського комітету за виборчі права, а 1869 року виступила на їхніх перших публічних зборах, що відбулися в Лондоні. У березні 1870 року виступала в Брайтоні, виборчому окрузі свого чоловіка. Говорили, що в неї, як у промовиці, був чистий голос. 1870 року опублікувала свою коротку Політичну економію для початківців, яка була «дико успішною», переживши 10 видань за 41 рік. 1872 року вони з чоловіком опублікували Есе та лекції на соціальні та політичні теми, які містили вісім есе Міллісент Фосетт. 1875 року стала співзасновницею Ньюнем-коледжу і членом його ради.
Відновивши роботу 1885 року, почала концентруватися на політиці і стала ключовою членом того, що згодом отримало назву Жіноче товариство місцевого самоврядування. 1886 року приєдналася до ліберальної юніоністської партії, щоб протистояти ірландському самоврядуванню. Як і інші англійські протестанти, вважала, що дозвіл католицькій Ірландії мати власний уряд зашкодить процвітанню Англії і буде згубним для ірландців.
1891 року написала передмову до нового видання книги Мері Волстонкрафт На захист прав жінок. Письменниця Ліндолл Гордон назвала це «впливовим есе», в якому Фосетт знову підтвердила репутацію ранньої філософині-феміністки, і заявила про неї як праматір боротьби за право голосу.
1899 року здобула почесний ступінь доктора права в Сент-Ендрюському університеті.

## Політична активність

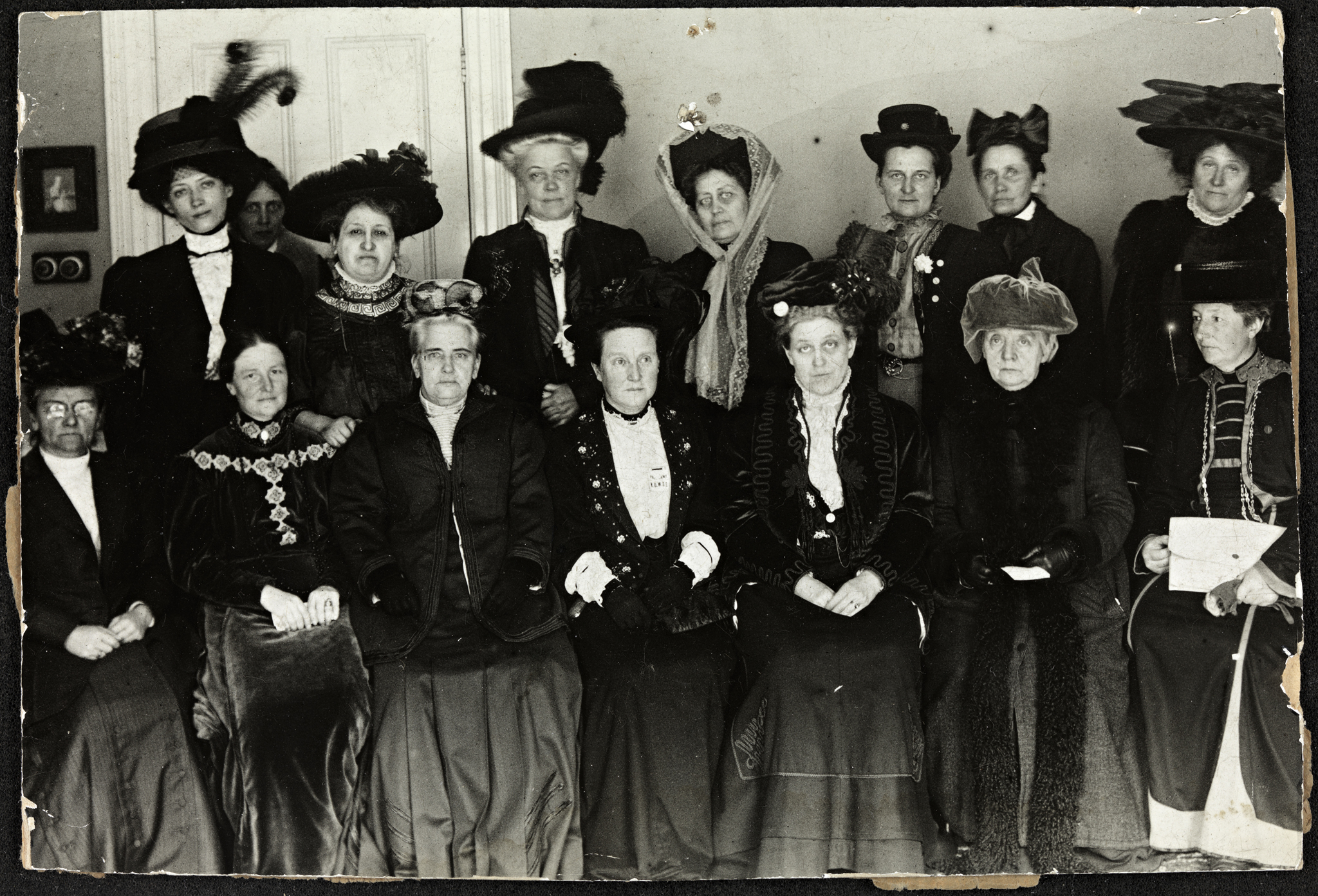
Конгрес Альянсу за виборче право під головуванням Фосетт, Лондон, 1909 рік. Верхній ряд зліва: (Данія), (Норвегія), Алетта Якобс (Нідерланди), (Фінляндія), Іванова Зінаїда Сергіївна (Росія), Кете Ширмахер (Німеччина), (Швейцарія), не ідентифікована. Нижній ряд зліва: не ідентифікована, Анна Бугге (Швеція), (США), Міллісент Фосетт (голова, Англія), Керрі Чапмен Кетт (США), (Норвегія), Аніта Аугспург (Німеччина)

Політичну кар'єру Міллісент Фосетт розпочала у 22 роки з перших жіночих зборів за виборчі права. Після смерті Лідії Беккер стала лідеркою Національної спілки жіночих виборчих товариств (НСЖТ), головної суфражистської організації Великобританії. Політично вона займала помірну позицію, дистанціюючись від радикальних та прямих дій Жіночого соціально-політичного союзу, які, на її думку, знижували шанси жінок на схвалення їхніх ідей, оскільки підривали громадську думку та відлякували членів парламенту. Попри широку популярність ЖСПС, НСЖТ з гаслом «законослухняні суфражистки» вдалося зберегти значну підтримку. До 1905 НСЖТ налічувала 305 установчих товариств і майже 50 000 учасниць та учасників, у порівнянні з 2000 учасницями ЖСПС 1913 року. Фосетт переважно боролася за виборче право для жінок, але також виявила, що нинішнє самоврядування було «ударом по величі та процвітанню Англії, а також катастрофою і стражданням, болем і соромом».

Вона пояснює своє невдоволення радикальнішим рухом у книзі «Жіноче виборче право: Коротка історія великого руху»:
|  | Я не можу підтримувати революційний рух, тим більше, що він керувався самовільно, спочатку невеликою групою з чотирьох осіб, а потім тільки однією людиною... 1908 року внаслідок цього деспотизму вони ухвалили, що політику терпіння насильства, але не використання його, слід припинити. Після цього я вже не сумнівалася, що для мене і НСЖТ було б правильним суворо дотримуватися нашого принципу підтримки нашого руху лише аргументами, що ґрунтуються на здоровому глузді та досвіді, а не на особистому потуранні насильству чи порушенню законів будь-якого роду. |

Південноафриканська війна стала для Фосетт можливістю продемонструвати вплив та можливості жінок у британському суспільстві. Вона очолила комісію в справах жінок, спрямовану до Південної Африки. У липні 1901 року вона вирушила туди разом із іншими жінками для розслідування звинувачень Емілі Гобгауз щодо жахливих умов утримання в концентраційних таборах, де містилися сім'ї бурських солдатів. Жодній жінці у Британії до цього не доручали такого завдання у воєнний час. Боролася за громадянські права уітлендерів, «як за відродження інтересу до жіночого виборчого права».
Архів Міллісент Фосетт зберігається в Жіночій бібліотеці Лондонської школи економіки.
Багато років підтримувала незліченні кампанії. Деякі з них були спрямовані на боротьбу з жорстоким поводженням із дітьми шляхом підвищення віку сексуальної згоди, криміналізації інцесту, припинення практики виключення жінок із зали суду під час розгляду справ про сексуальні злочини, викорінення «білої работоргівлі» та запобігання дитячим шлюбам, а також запровадження регульованої проституції в Індії. Проводила кампанію за відміну закону про інфекційні хвороби, який відображав подвійні сексуальні стандарти. Вони вимагали, щоб повій обстежували щодо захворювань, передаваних статевим шляхом, і, якщо виявлялося, що вони передали хворобу клієнтам, ув'язнювали. Жінок може бути заарештовано за підозрою в тому, що вони є повіями, і ув'язнено за відмову дати згоду на проведення інвазивних та болісних обстежень. Чоловіки, які заразили жінок, не підлягали цим актам, які скасовано внаслідок передвиборчої кампанії Фосетт та інших. Вона вважала, що такі подвійні моральні стандарти ніколи не будуть викорінені, доки жінки не будуть представлені належним чином у громадській сфері.

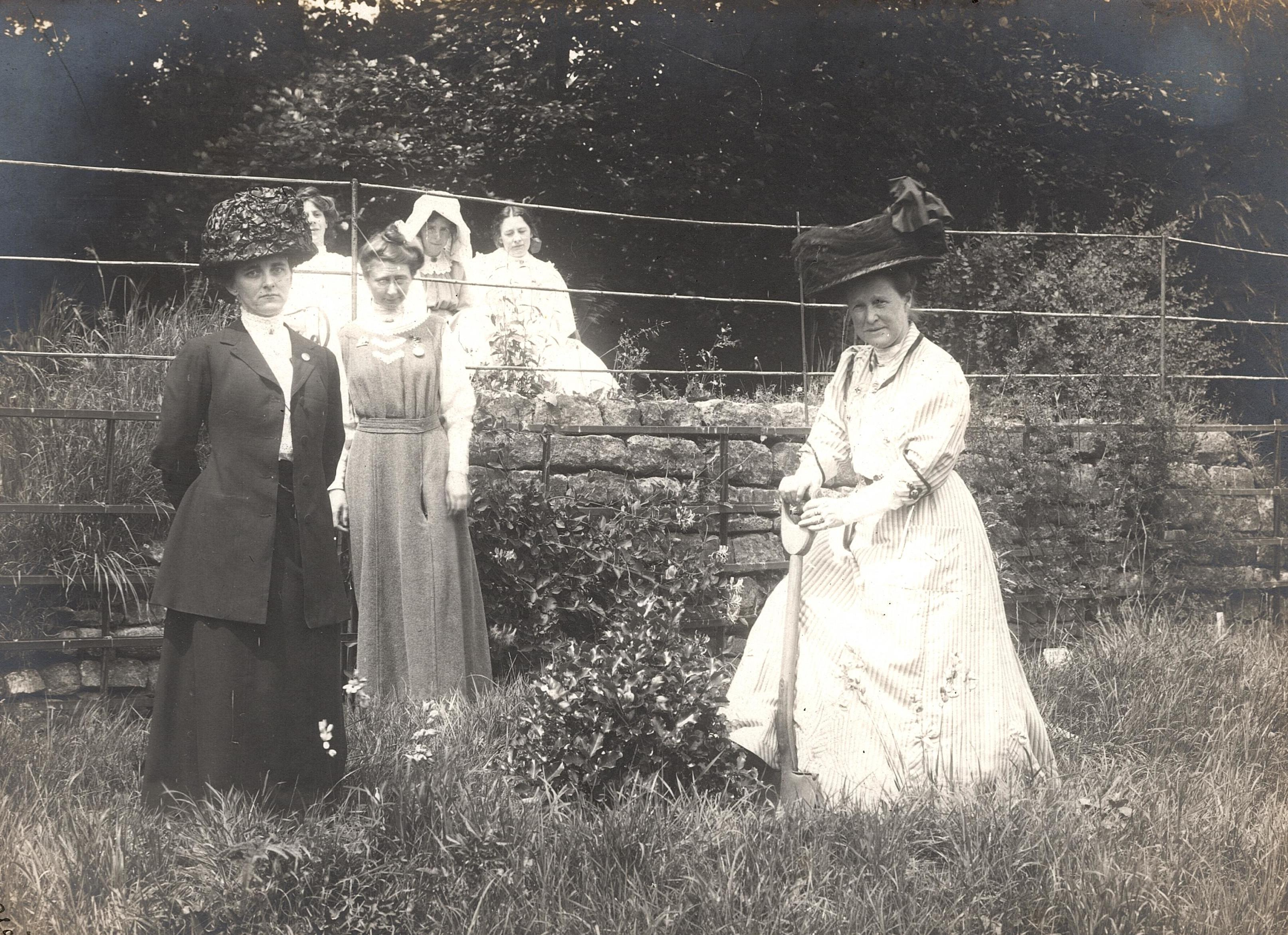
На передньому плані: Фосетт, Мері Блетвайт та д-р Мері Морріс, Ігл-Гаус — будинок відпочинку суфражисток, 1910. На задньому плані — Енні Кінні, Кітті Кінні та Адела Панкгерст.

Написала три книги, одну з яких у співавторстві з чоловіком Генрі, та багато статей, окремі з яких опубліковано посмертно. Книга Фосетт Політична економія для початківців вийшла в 10 виданнях, породила два романи та видавалася багатьма мовами. Одна з перших статей про жіночу освіту з'явилася в журналі Macmillan's Magazine 1875 року, коли її інтерес до цього питання призвів до заснування Ньюнемського жіночого коледжу в Кембриджі. Там вона працювала в керуючій раді та підтримала непопулярну тоді пропозицію про те, щоб усі жінки могли отримати кембриджські дипломи. Міллісент Фосетт регулярно виступала в школах для дівчаток, жіночих коледжах та центрах освіти для дорослих. 1904 року пішла з профспілок з питань вільної торгівлі, коли Джозеф Чемберлен отримав контроль за виконанням кампанії за тарифну реформу.
Коли 1914 року вибухнула Перша світова війна, ЖСПС припинила діяльність, щоб зосередитися на наданні допомоги країні у військових зусиллях. НСЖТ Фосетт припинила політичну діяльність з підтримки медичних служб при навчальних таборах Шотландії, Росії та Сербії, перш за все тому, що організація була значно менш радикальною, ніж ЖСПС: вона містила значно більше пацифістів, і підтримка війни всередині організації була слабшою. ЖСПС названо джингоїстичним за те, що його лідерки рішуче підтримували війну. Хоча Фосетт не була пацифісткою, вона розуміла, що ризикує розколоти організацію, якщо накаже припинити кампанію, і направила кошти НСЖТ уряду, як і ЖСПС. Але в той же час НСЖТ продовжував агітувати за проведення голосування і використав ситуацію в своїх інтересах, вказуючи на зусилля жінок, виявлені під час війни. Обіймала свою посаду до 1919 року, ще рік після того, як жінки вперше отримали право голосу в законі про народне представництво 1918 року. Після цього вона залишила виборчу кампанію і присвятила більшість свого часу написанню книг, зокрема біографії Жозефіни Батлер.

## Подальші роки
1919 року отримала почесний докторський ступінь у Бірмінгемському університеті. 1925 року на честь Нового року відзначена найвищим ступенем ордену Британської імперії — Дама Великого хреста (GBE).

Померла 1929 року в своєму будинку в Лондоні на Гавер-Стріт. Її прах розвіяно в крематорії Голдерс-Грін. 1932 року у Вестмінстерському абатстві відкрито пам'ятник Фосетт, поряд із пам'ятником її чоловікові, з написом: 
|  | Мудра, незмінна і безстрашна англійка. Вона досягла громадянства для жінок.Оригінальний текст (англ.) A wise constant and courageous Englishwoman. She won citizenship for Women. |

1929 року у Вестмінстері побудовано Міллісент Фосетт-Голл як місце для жіночих дебатів та дискусій; нині він належить Вестмінстерській школі, а залу використовує драматичне відділення як театр-студію на 150 місць.

## Спадщина
На будинку в Блумзбері, де Фосетт прожила 45 років, Рада округу Лондон 1954 року встановила синю меморіальну дошку на її честь.
У лютому 2018 року за підсумками опитування радіо ВВС 4 Фосетт названо найвпливовішою жінкою за останні 100 років.

### Статуя в Лондоні
2018 року в Лондоні на Парламентській площі відкрито пам'ятник Міллісент Фосетт.
2018 році, через 100 років після ухвалення закону про представництво народу, за який Фосетт успішно боролася і який надав обмежене право голосу жінкам, вона стала першою жінкою, пам'ять про яку увічнила статуя на Парламентській площі. Ця подія стала наслідком масштабної кампанії, на чолі з Керолайн Кріадо Перес, під час якої зібрано понад 84 000 підписів в інтернеті.

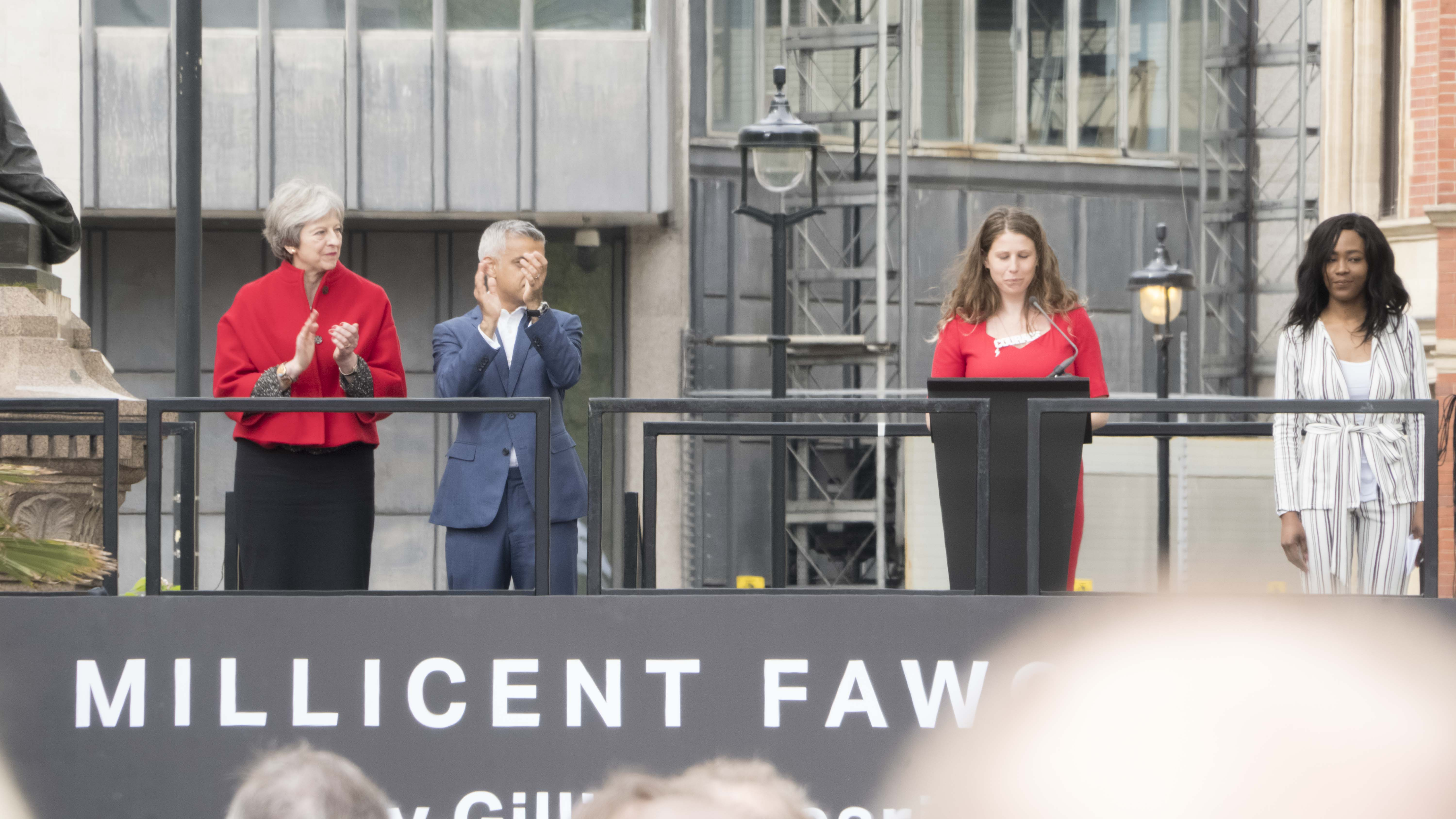
Прем'єр-міністр Великої Британії Тереза Мей (ліворуч) та мер Лондона Садік Хан (другий ліворуч) на відкритті пам'ятника Міллісент Фосетт, Парламентська площа, 24 квітня 2018 року

Роботу скульпторки Джилліан Вірінг представлено 24 квітня 2018 року, в присутності другої жінки-прем'єрки Великобританії Терези Мей. На відкритті вона виголосила промову: 
|  | Я б не стояла тут сьогодні як прем'єр-міністерка, жодна жінка-депутат не зайняла б свого місця в парламенті, ні в кого з нас не було б тих прав, якими ми зараз користуємося, якби не одна воістину велика жінка: Дама Міллісент Гаррет Фосетт.Оригінальний текст (англ.) But I would not be standing here today as Prime Minister… No female MPs would have taken their seats in Parliament… None of us would have the rights we now enjoy, were it not for one truly great woman: Dame Millicent Garret Fawcett. |

Статуя зображує Фосетт із прапором у руці, на якому цитата з промови, яку вона виголосила 1920 року, з приводу смерті Емілі Девісон під час Епсомського дербі 1913 року: «Відвага закликає до хоробрості всюди».

## Основні праці
- 1870: Політична економія для початківців (повний текст онлайн (англ.))
- 1872: Есе та лекції на суспільно-політичні теми (разом із Генрі Фосеттом) (повний текст онлайн (англ.))
- 1872 год: Виборче безсилля жінок: лекція
- 1874: Казки в політичній економії (повний текст онлайн (англ.))
- 1875: Джанет Донкастер, роман, дія якого відбувається на її батьківщині в Олдборо, Суффолк
- 1889: Деякі визначні жінки нашого часу: короткі біографічні нариси (повний текст онлайн (англ.))
- 1895: Життя Її Величності, Королева Вікторія (повний текст онлайн (англ.))
- 1901: Життя високоповажного сера Вільяма Молсворта (повний текст онлайн (англ.))
- 1905: П'ять знаменитих француженок (повний текст онлайн (англ.))
- 1912: Жіноче виборче право: Коротка історія великого руху ISBN 0-9542632-4-3 (повний текст онлайн (англ.))
- 1920: Жіноча Перемога і те, що сталося після неї: особисті спогади, 1911—1918 (повний текст онлайн (англ.))
- 1924: Що я пам'ятаю (піонери жіночого руху) ISBN 0-88355-261-2
- 1927: Джозефіна Батлер: її праця та принципи та їх значення для двадцятого століття (написана разом із Етель М. Тернер)